# Wehrmühle Bagas

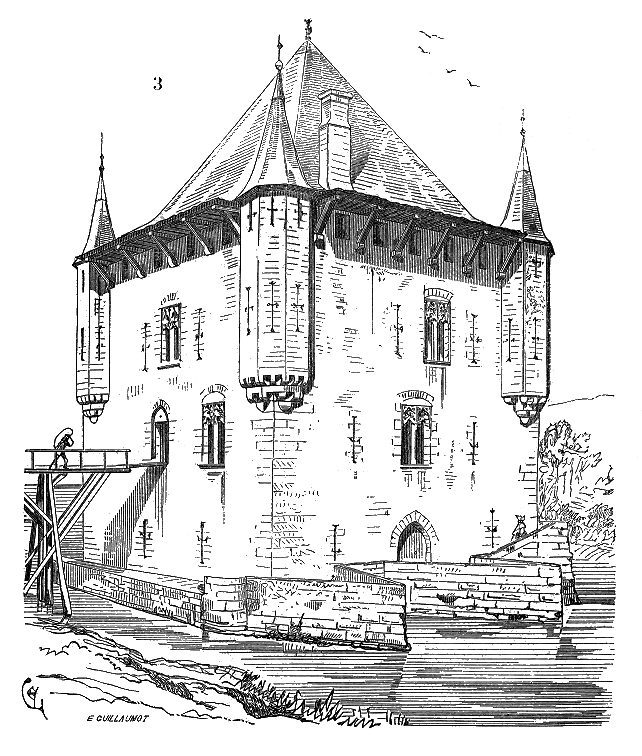
Rekonstruktion der ursprünglichen Dachform. Blickrichtung ist die Fließrichtung des Dropt. Zeichnung Léo Drouyn.

Die Wehrmühle Bagas ist eine unterschlächtige Wassermühle aus Stein am Fluss Dropt in Bagas im französischen Département Gironde. Sie stammt wahrscheinlich von 1316 und besitzt drei horizontale Mühlsteine. Sie gehörte damals zu den Besitzungen des Hauses Albret. Die Mühle steht seit dem 7. Januar 1926 unter Denkmalschutz. Die Produktion wurde danach zwar eingestellt, die Mühle ist aber heute noch betriebsbereit.

## Geschichte
Infolge des Hundertjährigen Kriegs fiel die Mühle, wie auch die wenige Kilometer stromauf gelegene Moulin de Loubens, 1436 an England. In einem damaligen Schreiben wird der Mühle ein Alter von 120 Jahren attestiert. Am Ende des fünfzehnten Jahrhunderts ging die Mühle in die Hände des Benediktinerklosters Saint-Pierre von La Réole. 1578 verkaufte die Familie Albret, die inzwischen wieder Grundbesitzer geworden war, das Bauwerk an François Gautier, dessen Familie es bis zur Französischen Revolution behielt. Im 19. Jahrhundert wurde in der Mühle Öl gepresst.

## Bauwerk

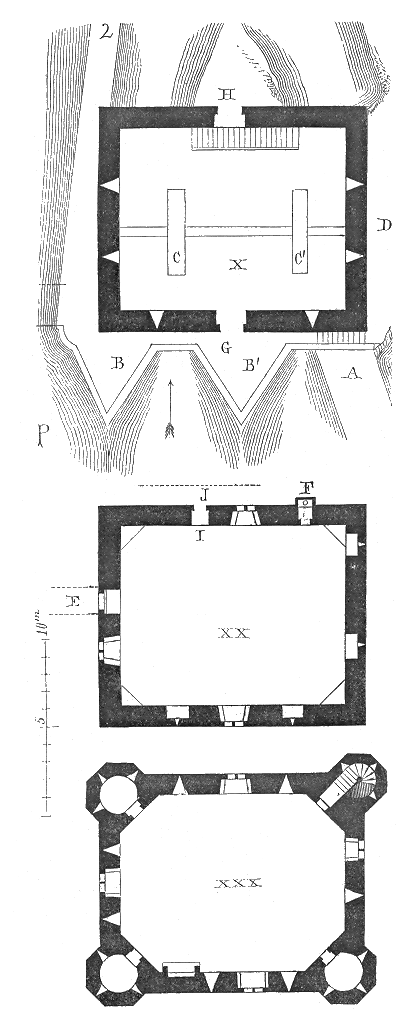
Grundriss der Stockwerke: X=Untergeschoss, XX=1. Etage, XXX=Obergeschoss

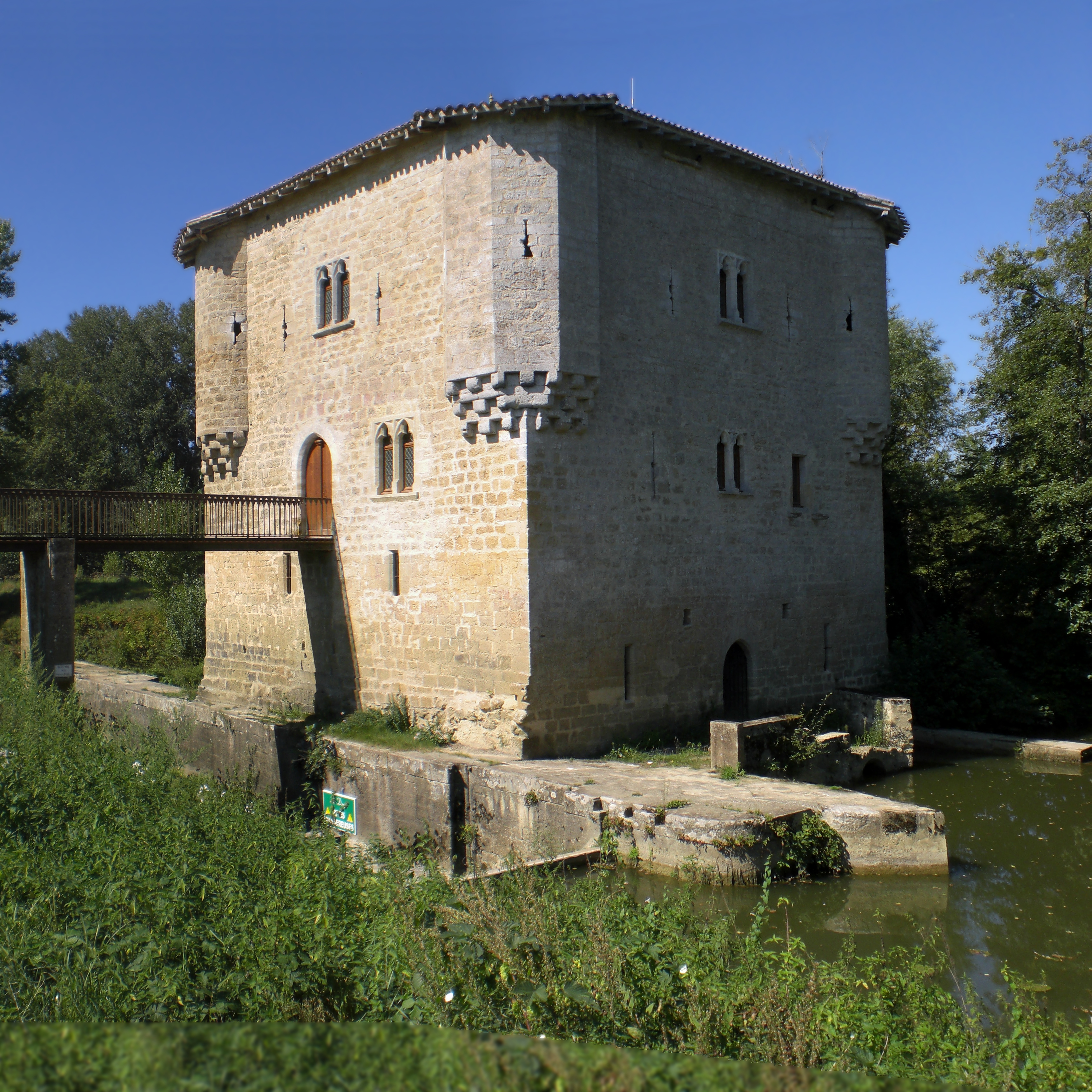
Mühle vom Südufer aus gesehen
unten: Gesamtanlage mit Eingangspavillon

Das rechteckige, quer zum Fluss stehende, 12 Meter × 15 Meter große Gebäude mit Schießscharten zu allen Seiten hat eine Wandstärke von fast zwei Metern und war ursprünglich vollständig von Wasser umgeben. Lediglich ein schmaler Holzsteg gewährte Zugang zur ersten Etage. Im Obergeschoss waren zusätzlich an den vier Gebäudeecken kleine ehemals sechseckige Türmchen angesetzt, die die Verteidigungsmöglichkeit weiter verbesserten. Heute besitzt lediglich ein Türmchen die ursprüngliche Gestalt, während die drei anderen zu Rundtürmchen umgebaut wurden. Ähnliche Anlagen gab es innerhalb des Bordelais nur noch in Cleyrac und in Piis.
Wahrscheinlich erst ab 1886, nach dem Kauf der Mühle von der Familie Desc, wurde in drei Stockwerken gewirtschaftet. Diese Anordnung erlaubt eine ergonomischere Fertigung: Weizen wurde mit einem Flaschenzug in das Dach gehisst und dort gelagert. In der untersten Ebene wurde mithilfe der Antriebsräder der Mahlvorgang des Getreides vorgenommen. Vier Paar Räder, jeweils mit einem horizontalen Rad gekoppelt, konnten gleichzeitig Weizen und Mais mahlen. Das produzierte Mehl wurde anschließend von einem Becherwerk in den ersten Stock befördert und in zwei großen Mehlsieben gereinigt. Das fertige Mehl konnte dann im Erdgeschoss eingesackt und an die Händler zurückgegeben werden.
1841 wurde nördlich der Mühle eine Schleuse errichtet, um durch einen durchgehenden Schiffsverkehr das Hinterland mit Wirtschaftsgütern besser versorgen zu können. Bereits zwanzig Jahre später wurde der Schiffsverkehr wegen der aufkommenden Eisenbahn wieder eingestellt. Die Schleuse ist über eine Eisenbrücke erreichbar, aber nicht mehr schiffbar.

## Touristik
Die Mühle kann zurzeit nur zu besonderen Anlässen besichtigt werden.